# Bernard Soguel
Ne doit pas être confondu avec Jacques Soguel.
Bernard Soguel, né le 14 octobre 1948 à La Chaux-de-Fonds (originaire de Cernier), est une personnalité politique suisse, membre du parti socialiste suisse.

## Biographie
Bernard Soguel naît 14 octobre 1948 à La Chaux-de-Fonds, dans le canton de Neuchâtel. Il est originaire de Cernier, dans le même canton.
Après avoir suivi ses études à l'école d'agriculture de Cernier[réf. nécessaire] et à la haute école suisse d'agronomie, où il obtient le diplôme d'ingénieur, il est ingénieur au service de l'économie agricole de 1972 à 1987, puis ingénieur indépendant à la tête du bureau d'aménagement du territoire, d'urbanisme et d'architecture de 1987 à 2001.
Il est père de deux enfants.

## Parcours politique
Il est membre du Conseil communal de Cernier de 1976 à 1986 puis député au Grand Conseil du canton de Neuchâtel de 1987 à 2001.
Président du Parti socialiste neuchâtelois de 1984 à 1989, il est candidat malheureux au Conseil des États en 1995[réf. nécessaire].
Il est élu au Conseil d'État en 2001 et réélu en 2005. Il y dirige le département de l'économie. Il préside le gouvernemental cantonal en 2005-2006. Il annonce en septembre 2008 qu'il ne briguera pas un troisième mandat.

## Autres mandats
Il exerce notamment la présidence de Tourisme neuchâtelois juste après son départ du Conseil d'État 2009-2022, celle du Parc naturel régional du Doubs à partir de 2013-2020 (vice-président 2009.2013), celle de l'association de soutien au Centre Dürrenmatt Neuchâtel[Quand ?][réf. nécessaire] et celle de l'Asloca NE[Quand ?][réf. nécessaire].